# Peziza arvernensis
Peziza arvernensis är en svampart som beskrevs av Boud. 1879. Peziza arvernensis ingår i släktet Peziza och familjen Pezizaceae.  Arten är reproducerande i Sverige. Inga underarter finns listade i Catalogue of Life.

## Källor

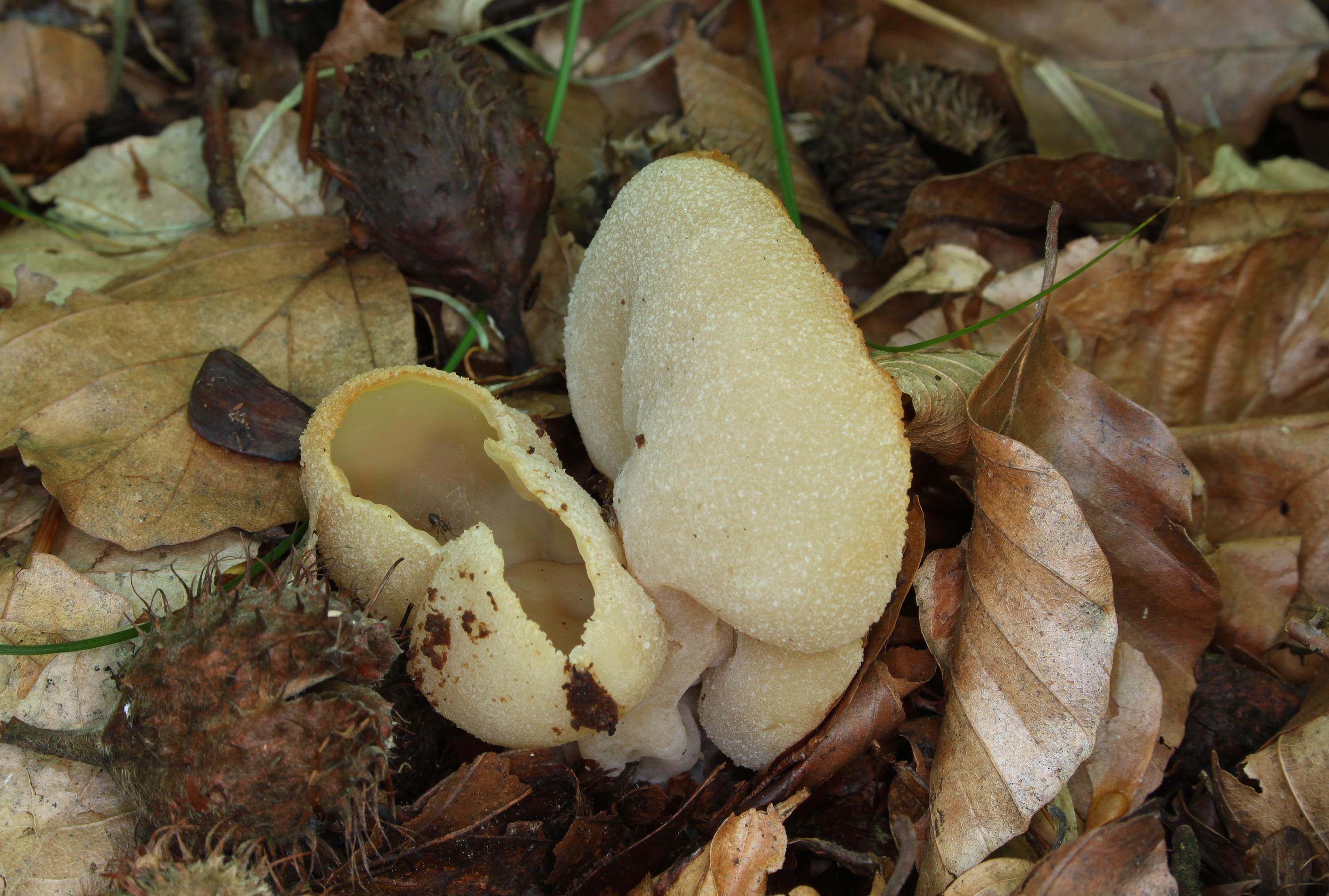